# فرودگاه بین‌المللی قراکول
فرودگاه بین‌المللی قراکول (به لاتین: Karakol International Airport) یک فرودگاه در قرقیزستان است که در قراکول واقع شده‌است.